# Tom și Jerry: Întoarcerea în Oz
Tom și Jerry: Întoarcerea în Oz (engleză Tom and Jerry: Back to Oz) este un film de animație direct-pe-video de comedie, lansat în anul 2016, și avându-i în distribuție pe faimoșii Tom și Jerry. Este al noulea din seria continuă de filme direct-pe-video cu Tom și Jerry.

## Premisă
Celebrele pisici și șoareci se întorc în Oz cu Dorothy Gale după ce Regele Numelor preia cu succes Orașul de Smarald în timp ce încearcă să-l oprească în căutarea papucilor de rubin.

## Distribuție vocală
- Gri Griffin în rolul Dorothy Gale
- Jason Alexander în rolul King King (Mr. Bibb)
- Amy Pemberton ca vocea cântătoare a lui Dorothy și Regina șoarecelui
- Joe Alaskey în rolul Vrăjitorul din Oz , Butch , Droopy
- Michael Gough ca Scarecrow (Hunk)
- Rob Paulsen în rolul Tin Man (Hickory)
- Todd Stashwick în rolul Leului laș (Zeke)
- Frances Conroy în rolul mătușii Em și Glinda
- Laraine Newman în rolul The Wicked Witch of the West . A apărut în filmul de stoc .
- Stephen Root în rolul unchiului Henry
- Kath Soucie în rolul Tuffy the Munchkin Mouse, Tractor
- Andrea Martin în rolul Hungry Tiger
- James Monroe Iglehart în rolul Jitterbug (Calvin Carney)
- Spike Brandt în rolul Tom Cat, Jerry Mouse (necreditat), Spike

## Legături externe
- Tom și Jerry: Întoarcerea în Oz la Internet Movie Database

1. 1 2  „Tom și Jerry: Întoarcerea în Oz”, Internet Movie Database